# Jordbävningen i Tanzania 2016
Jordbävningen i Tanzania 2016 inträffade den 10 september 2016, med en magnitud av 5.9. Epicentrum låg 27 kilometer nordöst om  Nsunga i Kageraregionen. 19 personer dödades och 253 skadades i Tanzania, medan fyra dödades i Kamuli och sju andra skadades i Rakai-distriktet i Uganda.

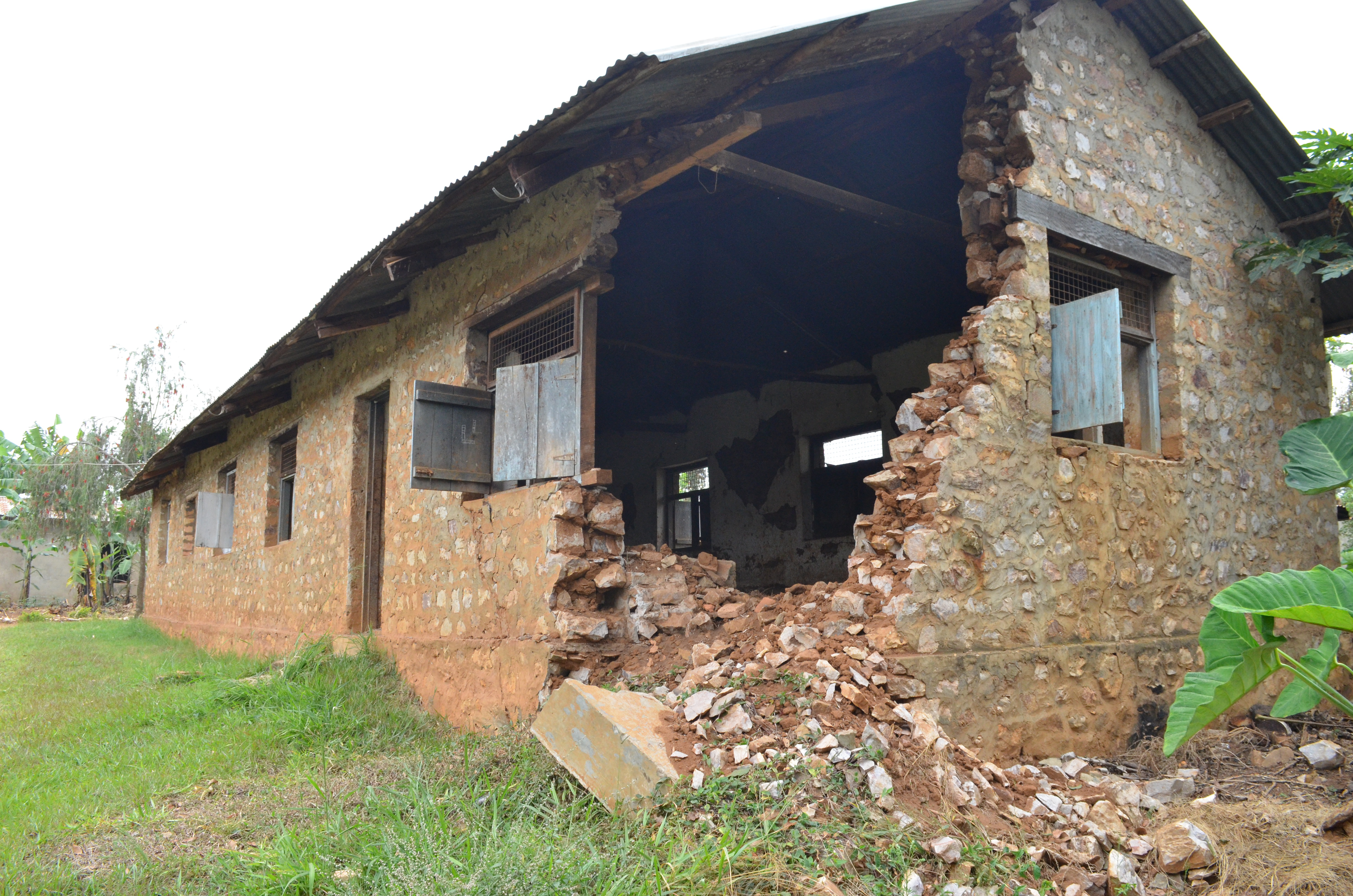
Hus i Kashasha som förstörts av jordbävningen.

## Drabbade och skador
Åtminstone 19 personer dödades och 253 skadades i Tanzania. Den största delen av de drabbade var i staden Bukoba, där mycket skada uppstod. Direkt efter jordbävningen skall sjukhuset kapacitet ha varit otillräcklig, och medicinförråden var bristfälliga. Därutöver var elektricitet och telekommunikation tillfälligt ej fungerande. 12 september delgav Tanzanias premiärminister Kassim Majaliwa via sitt kontor att åtminstone 840 hus hade förstörts av jordbävningen, att 1 264 hade skadats allvarligt, och att tusentals människor blivit hemlösa.
I Uganda var det mest drabbade området i närheten av Kakuuto där omkring 78 hus hade fallit, samt 40 till i Kannabulemu, och däribland en polisstation. Åtminstone fyra personer dödades och sju andra skadades i landet. Jordbävningen kunde också kännas av i Burundi, Demokratiska republiken Kongo, Kenya och Rwanda.

## Gensvar
Medlemmar i Röda korset i Tanzania deltog i hjälp- och räddningsarbetet efter jordbävningen, och hjälptes av volontärer från hela landet, såväl som från Uganda och Kenya.
Tanzanias president John Magufuli sköt upp ett besök till Zambia för att ta ansvar för regeringens hjälparbete. Den kenyanska presidenten Uhuru Kenyatta uttryckte sitt deltagande med det tanzaniska folket och beordrade Kenyas försvarsstyrkor att  flyga in det som behövs till regionen, bland annat filtar, madrasser och nya järnplåtar.